# Combining Diacritical Marks Extended
Combining Diacritical Marks Extended è un blocco Unicode. È costituito dai 15 caratteri compresi nell'intervallo U+1AB0-U+1AFF.
Introdotto nella versione 7.0 di Unicode, contiene i segni diacritici per la dialettologia tedesca.

## Tabella compatta di caratteri
|     | 0 | 1 | 2 | 3 | 4 | 5 | 6 | 7 | 8 | 9 | A | B | C | D | E | F |
| --- | - | - | - | - | - | - | - | - | - | - | - | - | - | - | - | - |
| 1AB | ᪰  | ᪱  | ᪲  | ᪳  | ᪴  | ᪵  | ᪶  | ᪷  | ᪸  | ᪹  | ᪺  | ᪻  | ᪼  | ᪽  | ᪾  |   |
| 1AC |   |   |   |   |   |   |   |   |   |   |   |   |   |   |   |   |
| 1AD |   |   |   |   |   |   |   |   |   |   |   |   |   |   |   |   |
| 1AE |   |   |   |   |   |   |   |   |   |   |   |   |   |   |   |   |
| 1AF |   |   |   |   |   |   |   |   |   |   |   |   |   |   |   |   |